# Royal Mail Ship

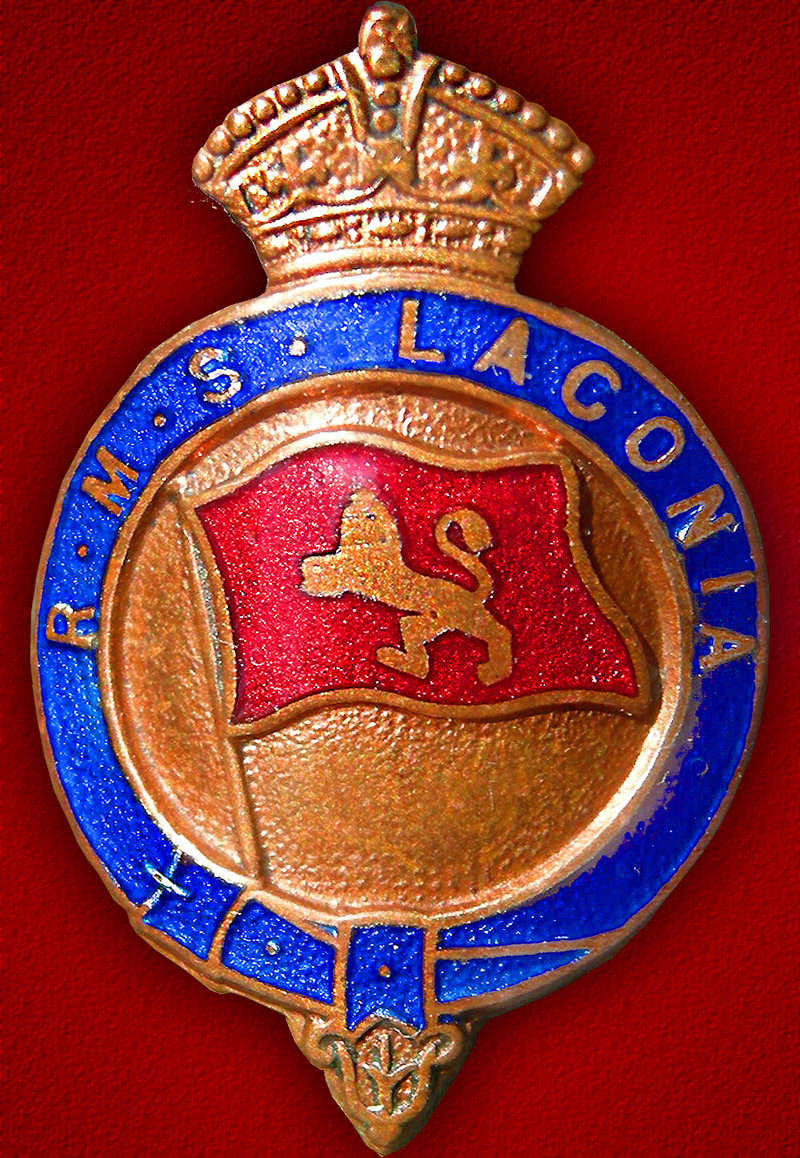
Royal Mail Ship

RMS (Royal Mail Ship) è il prefisso usato dalle imbarcazioni che trasportano la posta per conto della Royal Mail, la più importante azienda postale britannica.

## Storia
La designazione è stata usata a partire dal 1840.
Originariamente era l'Ammiragliato britannico a gestire le navi postali, ma dal 1850 si cominciò ad appaltare il servizio anche a società private per cui la designazione venne usata da numerose compagnie di navigazione, anche se spesso viene associata semplicemente alla Cunard Line, che riuscì ad assicurarsi con le poste differenti contratti importanti e che tradizionalmente usava il prefisso RMS per tutte le sue imbarcazioni.
La designazione RMS era molto ambita, non solo per la remunerazione economica del contratto di spedizioniere postale, ma come attestazione di efficienza e puntualità nel trasporto marittimo (si dava per scontato che le poste britanniche si servissero dei migliori vettori disponibili per recapitare la posta). Le navi con tale designazione avevano il diritto di issare in navigazione l'insegna della Royal Mail e di esporre la Corona distintiva della Royal Mail.
La più celebre nave che abbia mai avuto tale prefisso nel nome è sicuramente il piroscafo transatlantico passeggeri RMS Titanic, della White Star Line, tragicamente famoso per il suo naufragio a seguito dello scontro con un iceberg, avvenuto nella notte tra il 14 ed il 15 aprile 1912, durante il suo primo viaggio, mentre effettivamente stava trasportando posta per la Royal Mail. Tecnicamente, una nave dovrebbe usare il prefisso RMS solamente quando trasporta posta.
Il trasporto aereo ha surclassato l'invio della posta con vettori marittimi. Dall'ultimo viaggio della St Helena a Cape Town il 10 febbraio 2018, sono rimaste in servizio solo tre navi della Royal Mail: la Queen Mary 2, la Segwun e la Scillonian III. Quest'ultimo utilizza però il prefisso RMV per "Royal Mail Vessel".